# Stilobezzia macfiei
Stilobezzia macfiei är en tvåvingeart som beskrevs av Lane 1947. Stilobezzia macfiei ingår i släktet Stilobezzia och familjen svidknott. Inga underarter finns listade i Catalogue of Life.